# Абакумовский сельсовет
Абакумовский сельсовет — сельское поселение в Токарёвском районе Тамбовской области Российской Федерации.
Административный центр — село Ивано-Лебедянь.

## История
Статус и границы сельского поселения установлены Законом Тамбовской области от 17 сентября 2004 года № 232-З «Об установлении границ и определении места нахождения представительных органов муниципальных образований в Тамбовской области».

## Население
| 2010  | 2012  | 2013  | 2014  | 2015  | 2016  | 2017  |
| ----- | ----- | ----- | ----- | ----- | ----- | ----- |
| 1680  | ↘1648 | ↗1682 | ↗1735 | ↘1720 | ↘1563 | ↘1485 |
| 2018  | 2019  | 2020  | 2021  |       |       |       |
| ↘1459 | ↘1443 | ↘1433 | ↘1386 |       |       |       |

## Состав сельского поселения
| №  | Населённый пункт | Тип населённого пункта       | Население |
| -- | ---------------- | ---------------------------- | --------- |
| 1  | Абакумовка       | деревня                      | ↘169      |
| 2  | Берёзовка        | село                         | ↘223      |
| 3  | Величкино        | деревня                      | ↘250      |
| 4  | Виноградовка     | деревня                      | 12        |
| 5  | Воронцовка       | село                         | 3         |
| 6  | Ивано-Лебедянь   | село, административный центр | ↘132      |
| 7  | Карповка         | деревня                      | 20        |
| 8  | Красивка         | деревня                      | 3         |
| 9  | Кулешовка        | деревня                      | 74        |
| 10 | Малиновка        | деревня                      | 21        |
| 11 | Михайловка       | деревня                      | ↘156      |
| 12 | Павловка         | деревня                      | ↘92       |
| 13 | Розановка        | деревня                      | →163      |
| 14 | Романовка        | деревня                      | 0         |
| 15 | Семёновка        | село                         | ↘189      |
| 16 | Фёдоровка        | деревня                      | ↘106      |
| 17 | Филимоновка      | деревня                      | 49        |
| 18 | Цыганок          | деревня                      | 18        |